# Maria Vlier
Maria Vlier, född 1828, död 1908, var en nederländsk läkare.  Hon var författare till den första skolboken om Surinam, som utgavs 1863 och ställdes ut i Världsutställningen 1883.
Hon tillhörde den fria färgade eliten i Paramaribo. Hon tog lärarexamen 1848 och öppnade en flickskola i Paramaribo. 